# Michel Le Bris
Michel Le Bris, (Plougasnou, 1 de febrero de 1944 - Janzé, 30 de enero de 2021) fue un escritor, editor y periodista francés. Especialista de Robert Louis Stevenson, fue creador en 1990 del festival literario de Saint-Malo «Étonnants voyageurs» ("Viajeros sorprendentes") que dirigió hasta 2015 año en el que su hija Mélanie le relevó.

## Biografía
Michel Le Bris nació en Bretaña, en una familia humilde. Estudió filosofía en la HEC Paris donde se diplomó en 1967, año en el que se convirtió en redactor jefe de la revista Jazz Hot, al mismo tiempo en el que participó en los inicios literarios del Magazine littéraire junto a Jean-Jacques Brochier. Participó en el movimiento del Mayo del 68 que describió en su novela Nous ne sommes pas d'ici (2009). 
En 1971 asume la dirección del periódico La Cause du peuple'.' En 1973 participó en la creación del periódico Liberation. 
En 1986 Michel Le Bris publica La Porte d'or ("La puerta de oro"), relato de su viaje por California siguiendo la estela de Stevenson y Jack London. La publicación de textos inéditos de Stevenson sobre su viaje a California (Les Pionniers de Silverado) marca el inicio de su colaboración con la editorial Phébus donde ejerce la función de asesor literario. En paralelo a la reedición de numerosos textos de Stevenson (algunos inéditos), Le Bris lanza varias colecciones: Voyageurs—Payot qui sirve para lanzar el movimiento de los «escritores-viajeros» editando una nueva generación de travels-writers británicos (Redmond O'Hanlon, Jonathan Raban, Colin Thubron) o estadounidenses (Peter Matthiessen), y hace descubrir Nicolas Bouvier, Ella Maillart, Anita Conti y Patrick Leigh Fermor.
En 1990, creó el festival literario «Étonnants voyageurs» ("Viajeros sorprendentes") en Saint-Malo.
En 1992 publicó su ensayo Le Grand Dehors sobre los escritores de la naturaleza, y un poco más tarde la colección Gulliver en la editorial Flammarion y  Étonnants Voyageurs en la editorial Hoebeke.
En 2007, ayudó corregir "Littérature-Monde and the Novel in 2007". El libro tiene la circulación más grande en todo el mundo cuando estás hablando de libros de franceses. El libro es hablando porque cosas como poesía es muy popular un segundo pero no popular en dos segundos. La libro explica muchas cosas de literatura que muchas gente no van a saber o ver sin ayuda. Pero el libro habla de un grupo que se llama Francophonie y son cosas malas.
Murió en la noche del 29 al 30 de enero de 2021 a los 76 años.

## Publicaciones
- Levi-Strauss, 1970 (sous le pseudonyme de Pierre Cressant)
- Occitanie : volem viure! (nous voulons vivre!), 1974
- Les Fous du Larzac, La France Sauvage, 1975
- L'Homme aux semelles de vent, 1977
- Le Paradis perdu, 1981
- Le Journal du romantisme, 1981
- Ys, dans la rumeur des vagues, 1985
- La Porte d'or, 1986
- Dublín, 1986
- Une amitié littéraire : Henry James — Robert Louis Stevenson, 1987 (correspondance et textes)
- La fièvre de l'or, coll. « Découvertes Gallimard / Histoire » (n.º 34), 1988
  - La fiebre del oro, colección «Aguilar Universal●Aventuras» (n.º 11), 1989
- Au vent des royaumes, 1991
- Pour une littérature voyageuse, 1992 (collectif)
- Le Grand Dehors, 1992
- Robert Louis Stevenson: Les années bohémiennes, 1994 (biographie, tome I)
- Robert Louis Stevenson, 1995 (direction)
- Fragments du Royaume, 1995 (entretiens avec Yvon Le Men)
- Bretagne, entre vents et amers, 1996 (sur des photographies de Jean Hervoche)
- Un hiver en Bretagne, 1996
- Écosse, Highlands & Islands, 1998 (sur des photographies de Jean Hervoche, Hervé Glot et Pietr-Paul Koster)
- Les Flibustiers de la Sonore, 1998 (roman)
- L'Ouest américain, territoire sauvage, 1999 (sur des photographies d'Olivier Grunewald)
- Quand la Californie était française, 1999
- Étonnants voyageurs, anthologie Gulliver de la littérature voyageuse, 1999 (direction)
- Africa, images d'un monde perdu, 1999 (sur des photographies de Martin et Osa Johnson)
- Les Indiens des plaines, 2000 (catalogue, direction)
- Pour saluer Stevenson, 2000
- Hôtel Puerto, 2001 (avec Álvaro Mutis, Jean Rolin, José Manuel Fajardo, sur des photographies de Philippe Séclier)
- D'or, de rêves et de sang, l'épopée de la flibuste (1494-1588), 2001
- Bretagne du monde entier, 2001
- Pirates et flibustiers des Caraïbes, 2001 (catalogue, direction)
- L'Aventure de la flibuste, 2002 (colloque, direction)
- Les Mondes Dogon, 2002 (catalogue, direction avec Moussa Konaté)
- Le Défi romantique, 2002 (nouvelle édition, revue et augmentée, du Journal du romantisme)
- Fées, elfes, dragons et autres créatures des mondes de féerie, 2002 (catalogue, direction avec Claudine Glot)
- Vaudou, le nom du monde est magie, 2003 (catalogue, direction)
- Yeun Elez, un autre monde, 2003 (sur des photographies de Yann Champeau)
- L'Europe des Vikings, 2004 (catalogue, direction avec Claudine Glot)
- Rêves d'Amazonie, 2005 (catalogue, direction avec Pascal Dibie)
- Visages des Dieux, visages des hommes : masques d’Asie, 2006 (catalogue, direction avec Jacques et Sylvie Pimpaneau)
- Pour une « littérature-monde », 2007 (collectif, en codirection avec Jean Rouaud)
- La Beauté du monde, 2008 (roman)
- N. C. Wyeth : l'Esprit d’aventure, 2008 (album)
- Nous ne sommes pas d'ici, 2009 (autobiographie)
- Dictionnaire amoureux des explorateurs, avec Alain Bouldouyre, 2010
- Rêveur de confins, 2011 (autobiographie)
- Kong, 2017[4]
- Pour l'amour des livres, 2018

### Edición de las obras de Stevenson
- R. L. Stevenson, La route de Silverado, Phébus, 1987 (ISBN 2-85940-086-9)
- R. L. Stevenson, Essais sur l'art de la fiction, La Table Ronde, 1988 (ISBN 2710303558)
- R. L. Stevenson, Ceux de Falesa, La Table Ronde, 1990 (ISBN 2-7103-0446-5)
- R. L. Stevenson, À travers l'Écosse, Éditions Complexe, 1992 (ISBN 2-87027-443-2)
- R. L. Stevenson, Janet la Revenante et autres nouvelles écossaises, Éditions Complexe, 1992 (ISBN 2870274424)
- R. L. Stevenson, Les nouvelles Mille et Une Nuits, Phébus, 1992 (ISBN 2859402527, 2859402551 et 285940256X)
- R. L. Stevenson, L'Appel de la route (Intégrale des récits de voyage), Grande Bibliothèque Payot, 1994 (ISBN 2228887692)
- Fanny Stevenson, Le Voyage de la Janet Nicholl, Payot, 1994
- R. L. Stevenson, L'esprit d'aventure, Phébus, 1994
- R. L. Stevenson, Une ancienne chanson, Éditions Complexe, 1992 (ISBN 2870275277)
- R. L. Stevenson, Les Pleurs de Laupepa, Payot, 1995 (ISBN 2228888575)
- R. L. Stevenson, Lettres du Vagabond (correspondance inédite, tome 1), NiL éditions, 1994 (ISBN 2-84111-002-8)
- R. L. Stevenson, Lettres des mers du Sud (correspondance inédite, tome 2), NiL éditions, 1995 (ISBN 2-84111-016-8)
- R. L. Stevenson, Les naufragés de Soledad et autres textes, L'Herne, 1998 (ISBN 2-85197-345-2)
- R. L. Stevenson, La Flèche noire, Phébus, 1999 (ISBN 2859405666)
- R. L. Stevenson, Intégrale des nouvelles, Phébus, 2001 (ISBN 2-85940-741-3 et 2-85940-742-1)
- R. L. Stevenson, Le Trafiquant d'épaves, Phébus, 2005 (ISBN 2752900910)

### Otras ediciones críticas
- Meriwether Lewis et William Clark, La Route de l'Ouest (Journaux, vol. 1), Phébus, 1993
- Meriwether Lewis et William Clark, Le Grand Retour (Journaux, vol. 2), Phébus, 1993
- Jean-Baptiste Labat, Voyage aux Isles, Phébus, 1993 (ISBN 2859402810)
- William Dampier, Le Grand Voyage, Phébus, 1993 (ISBN 2859402853)
- Victor Segalen, Voyages au pays du Réel, Complexe, 1995 (ISBN 2870275757)
- Œxmelin, Les Flibustiers du Nouveau Monde, Phébus, 1996 (ISBN 2859404236)
- Victor Hugo, Le Rhin, Pirot éditions, 1996 (ISBN 2868080952, 2868080960 et 2868080979)
- Assassins, hors la loi, brigands de grands chemins (Mémoires et aventures de Lacenaire, Vidocq, Macaire et Mandrin), Complexe, 1996 (ISBN 2870276060)